# Општина Адунаци (Прахова)
Адунаци (рум. Adunaţi) општина је у Румунији у округу Прахова.
Oпштина се налази на надморској висини од 553 m.